# Лоте (Вестфалија)
Лоте (њем. Lotte) општина је у њемачкој савезној држави Северна Рајна-Вестфалија. Једно је од 24 општинска средишта округа Штајнфурт. Према процјени из 2010. у општини је живјело 13.399 становника. Посједује регионалну шифру (AGS) 5566048, NUTS (DEA37) и LOCODE (DE LOT) код.

## Географски и демографски подаци
Лоте се налази у савезној држави Северна Рајна-Вестфалија у округу Штајнфурт. Општина се налази на надморској висини од 66 метара. Површина општине износи 37,6 km². У самом мјесту је, према процјени из 2010. године, живјело 13.399 становника. Просјечна густина становништва износи 356 становника/km².

## Међународна сарадња
| Мјесто | Држава    | Врста сарадње | Од    |
| ------ | --------- | ------------- | ----- |
|        | Француска | партнерство   | 1991. |
| Извор  |           |               |       |